# Rocce di Liancourt
Le Rocce di Liancourt, in coreano Dokdo (독도?, 獨島?, ToktoMR; cioè "Isole Solitarie"), in giapponese Takeshima (竹島? cioè "Isole dei Bambù"), sono un piccolo gruppo di isolotti del mar del Giappone (Mar del Giappone / Mare dell'Est od Orientale). Le isole sono state così chiamate nel 1849 prendendo il nome dalla nave baleniera francese Le Liancourt che fu la prima imbarcazione europea ad avvistarle. Si ritrova raramente anche la desueta definizione Hornet Islands (dalla nave HMS Hornet).
Dal 1945, quando la Corea del Sud ottenne l'indipendenza dal dominio giapponese, è in corso una disputa fra i due paesi sulla sovranità sulle isole che de facto dal 1953 sono sotto l'amministrazione coreana. I motivi della disputa sono storici ma anche legati alla pescosità delle acque circostanti e alla possibile presenza di giacimenti di gas naturale e altre risorse minerarie.

## Geografia
Le Rocce di Liancourt sono un arcipelago di origine vulcanica composto da due isolotti rocciosi maggiori circondati da 89 tra isolotti e scogli minori. La superficie complessiva è pari a 0,21 km².
Le due isole principali, durante la bassa marea, distano 151 metri l'una dall'altra.
L'isola occidentale è chiamata in giapponese Nishijima = 西島 oppure Ojima (ma anche Otokojima) = 男島, letteralmente "Isola Maschile"; in coreano Seodo = 서도 = 西島, letteralmente "Isola Occidentale"; 37°14′29″N 131°51′58″E) ha una superficie di 88 740 m² e si erge fino ad un'altitudine di 168,5 metri dal livello del mare.

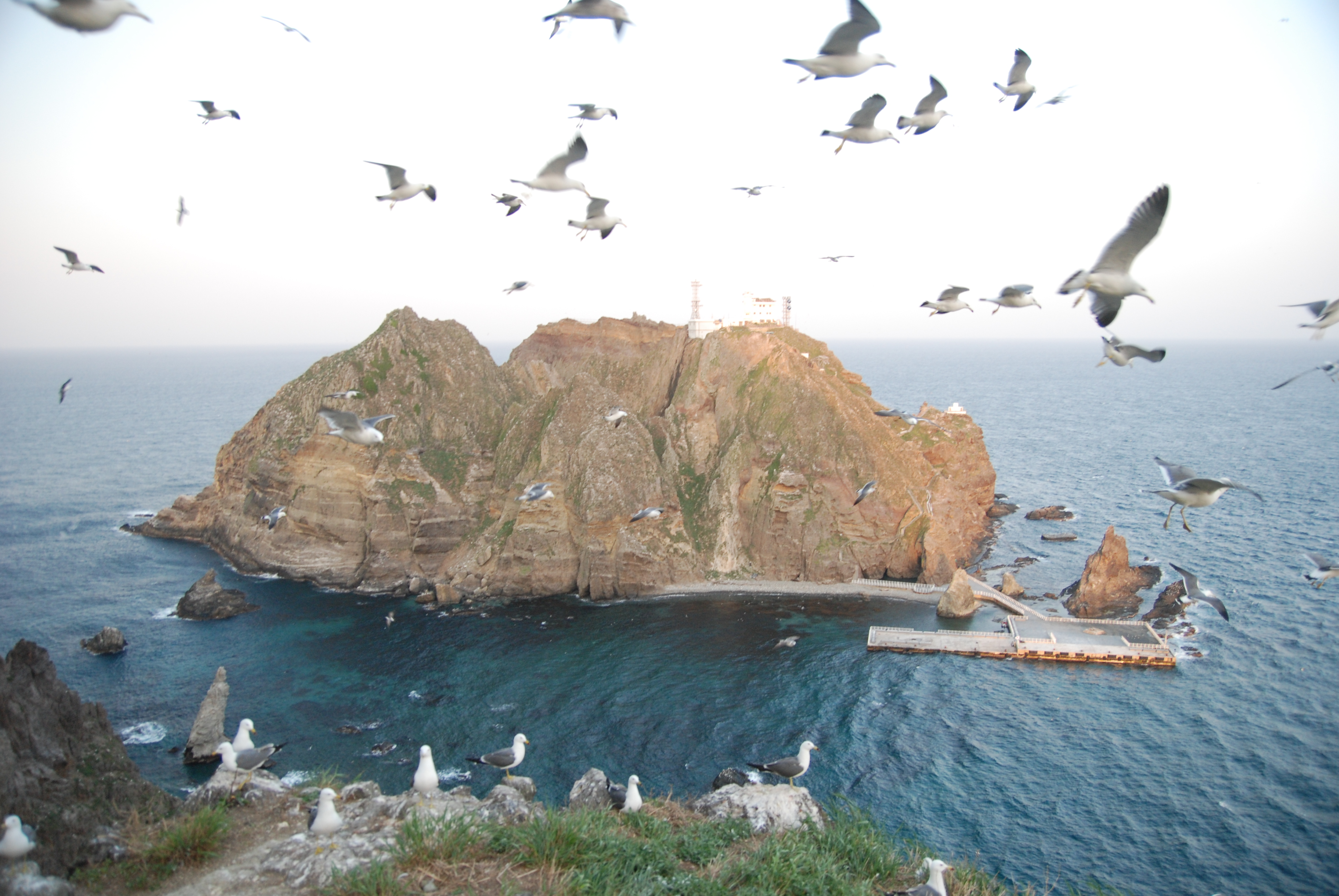
L'isola più orientale

L'isola orientale (in giapponese Higashijima = 東島 oppure Mejima (anche Onnajima) = 女島, letteralmente "Isola Femminile"; in coreano Dongdo = 동도 = 東島, letteralmente "Isola Orientale"; 37°14′23″N 131°52′14″E), ha una superficie di 73 297 m², il punto più elevato raggiunge i 98,6 m s.l.m., ospita un attracco, una stazione della guardia costiera sudcoreana, l'eliporto e un faro.
Le due isole sono localizzate esattamente a metà fra l'isola giapponese di Honshū e la penisola coreana, si trovano infatti circa 211 km a nord di Honshū, e 217 km a est delle coste coreane. Sia il Giappone sia la Corea del Sud amministrano alcune isole nel mar del Giappone situate più vicine alle rocce di Liancourt, le più vicine isole abitate giapponesi sono le isole Oki che si trovano a circa 157 km a sud-est delle rocce e 67 km a nord dell'isola di Honshū. La più vicina isola abitata della Corea è invece Ulleungdo 93 km a ovest delle rocce e a 120 km di distanza dalla costa coreana.

## Amministrazione
Le isole sono contese tra Giappone e Corea del Sud, entrambi gli Stati le hanno incluse in un'amministrazione locale. In Giappone le isole fanno parte del comune di Okinoshima nel distretto di Oki (prefettura di Shimane), per la Corea del Sud appartengono all'isola di Ulleungdo ed alla corrispondente contea e quindi alla regione Gyeongsang Settentrionale, ma sono amministrate direttamente dal Ministero degli Oceani e della pesca. A maggio 2018 gli abitanti delle isole erano circa 20.
Gli unici abitanti stabili delle isole sono una coppia composta da un pescatore e sua moglie e un contingente di circa 35 militari coreani che si occupano del faro e della stazione della guardia costiera. Dal 2007, in seguito ad una nuova rivendicazione giapponese, 2 051 cittadini coreani hanno spostato la residenza sulle isole. Anche i giapponesi dal 2005 hanno dei residenti sulle isole, a febbraio 2011 ne risultavano 69

## Storia e rivendicazioni
Nel Samguk sagi, il più antico trattato di storia della Corea risalente al 1145 viene citata un'isola chiamata Usan-do (우산도, Hanja: 于山島). Le isole facevano parte dello stato insulare chiamato Usan-guk (Hangeul 우산국, Hanja: 于山國), secondo l'interpretazione coreana questa sarebbe la prima citazione delle rocce di Liancourt, la rivendicazione coreana si basa sul fatto che alla caduta de regno di Silla nel 930 Usan-guk divenne un protettorato di Goryeo e dopo la caduta di quest'ultimo l'amministrazione delle isole passò direttamente sotto il governo coreano.
Da parte giapponese viene contrapposta l'interpretazione secondo la quale Usan-do sarebbe un nome alternativo dell'isola di Jukdo, antistante l'isola di Ulleungdo.
Documenti storici e mappe geografiche storiche giapponesi confermano che l'isola di Takeshima (all'epoca chiamata Matsushima) fosse nota da tempo, nel Kaisei Nihon yochi rotei zenzu, la mappa generale del 1799 realizzata dal cartografo Sekisui Nagakubo, le rocce sono rappresentate con precisione. All'inizio del periodo Edo due famiglie della provincia di Oki ricevettero dallo shogunato Tokugawa l'isola di Utsuryo (Ulleungdo) e la concessione di navigazione e pesca nell'area. Takeshima veniva usata per fare tappa e come zona di pesca, in seguito anche quest'isola venne regalata alle due famiglie.
All'inizio del XX secolo nell'area delle isole, che a quell'epoca erano chiamate Takeshima (竹島, letterale: "Isola dei bambù") o Ryanko-shima (りやんこ島/リャンコ島, dove Ryanko è la pronuncia in giapponese di Liancourt) mentre il nome Matsushima definiva Ulleungdo, venivano cacciati in maniera estesa i leoni marini della specie Zalophus japonicus ora estinta e avvistata per l'ultima volta negli anni 1950 proprio in quelle acque. Il 29 settembre del 1904 il pescatore Nakai Yoshizaburō (中井 養三郎) si appellò al ministero degli interni, a quello degli esteri e al ministero dell'agricoltura, delle foreste e della pesca per far includere il piccolo arcipelago nella federazione e per ottenerne il diritto di sfruttamento per 10 anni. Il 28 gennaio del 1905 il governo giapponese, basandosi sul principio della Terra nullius, accolse l'istanza e definì il nome ufficiale Takeshima. Il 22 febbraio le isole vennero assegnate alla prefettura di Shimane..
Tutto ciò avvenne nel contesto più ampio della vittoria giapponese della guerra russo-giapponese e del successivo Trattato dell'Eulsa che trasformava la Corea in un protettorato giapponese. L'appropriazione di Dokdo, legata a quel preciso periodo storico, assunse per i coreani un elevato valore simbolico legato allo smantellamento dell'esercito coreano e alla privazione della sovranità seguiti a quegli accadimenti e confermati poi dall'Accordo di Taft-Katsura.
Il 24 aprile 1939 vennero assegnate al comune di Goka (l'attuale Okinoshima), il 17 agosto 1940 vennero però riassegnate al distretto navale di Maizuru e dichiarate zona militare.
In seguito alla sconfitta del Giappone ad opera degli Alleati le isole vennero sottratte dall'amministrazione giapponese tramite l'ordine n. 677 del 22 gennaio 1946 del Comandante supremo delle forze alleate. L'ordine prevedeva che questa non fosse una decisione definitiva, tutte le altre isole comprese nel testo dell'ordine vennero infatti restituite poi alla Corea. La versione definitiva del Trattato di San Francisco del 1952, che definiva la sovranità di tutte le altre isole contese, non faceva cenno però delle rocce di Liancourt benché queste fossero citate sia nei documenti preparatori del Dipartimento di Stato sia nelle bozze del trattato fino al novembre del 1949. Sul motivo della rimozione dal testo finale, effettuata su suggerimento di William J. Sebald, vi sono varie ipotesi, una è che gli USA, rimandando la soluzione di dispute successive alla competenza della Corte internazionale di giustizia, volessero crearsi degli spazi di futura negoziazione, un'altra ipotesi è che in vista di una possibile perdita della Corea mantenere un motivo di contesa tra il Giappone e i circostanti paesi comunisti avrebbe potuto avere dei vantaggi logistici e propagandistici.
Il Trattato di San Francisco entrò in vigore il 28 aprile del 1952 abolendo la linea di pace di MacArthur, la linea di confine che divideva Takeshima dal Giappone. Tre mesi prima, il 18 gennaio 1952, il presidente coreano Syngman Rhee istituì unilateralmente la cosiddetta linea di pace Syngman Rhee che comprendeva Takeshima nel territorio coreano. Anche sui motivi di questa iniziativa vi sono ipotesi diverse, da un lato vi era la ferma convinzione, sulla base di documenti storici ma anche della linea di pace di MacArthur e delle bozze del trattato di San Francisco, dell'appartenenza delle isole alla Corea, dall'altra l'insoddisfazione nei confronti delle politiche statunitensi nell'area, dal non completo respingimento delle forze della Corea del Nord fino alla maggiore attenzione espressa nei confronti del Giappone, paese "ex invasore" verso cui la Corea nutriva del rancore dovuto al recente passato.
Un ordine del Comandante supremo delle forze alleate del 16 settembre del 1947 aveva dichiarato l'area come poligono militare delle forze aeree USA, nel giugno del 1948 vi fu infatti un incidente che provocò la morte di 18 pescatori coreani affondati con il loro peschereccio durante un'esercitazione. Nel 1953 il poligono venne smantellato e il Giappone iniziò ad emettere licenze di pesca per le isole inviando mezzi della marina per allontanare i pescherecci coreani. Vittime di queste tensioni furono gli oltre 600.000 giapponesi residenti in Corea che subirono discriminazioni, d'altro canto il Giappone dichiarò l'embargo da e verso la Corea del Sud. Nel giugno del 1953 due imbarcazioni della guardia costiera giapponese sbarcarono sull'isola orientale, scacciarono il personale coreano e collocarono bandiere e paletti che vennero rimossi poco dopo da pescatori coreani. Le relazioni fra i due paesi rimasero tese, anche in seguito al sequestro da parte della Corea di diversi pescherecci giapponesi.
Le successive schermaglie culminarono nell'aprile del 1954 con l'affondamento di una nave giapponese da parte di colpi di mortaio coreani In seguito a questo episodio la Corea del Sud costruì sull'isola orientale un faro, un eliporto e un comando della guardia costiera. Nel settembre dello stesso anno il Giappone propose alla Corea del Sud di portare la contesa davanti alla Corte internazionale di giustizia, proposta che la Corea rifiutò ritenendo certa la propria sovranità sulle rocce.
Anni di incontri fra le diplomazie dei due paesi portarono alla stipula del Trattato nippo-coreano di normalizzazione dei rapporti diplomatici del 22 giugno 1965 in cui non si fa però menzione delle rocce di Liancourt. Nel ventennio successivo, pur con tutti gli accadimenti politici tra cui la caduta del blocco sovietico, nelle relazioni fra i due paesi entrarono nuove istanze principalmente legate alle compensazioni per le vittime della dominazione giapponese, al risarcimento danni per le comfort women e per tutti i coreani vittime del lavoro forzato, della deportazione o costretti alla migrazione. Il dibattito su questi temi fu consentito dalla caduta del blocco sovietico e il conseguente sorgere di forze democratiche e pacifiste in Corea, benché ci fosse l'appoggio di gruppi anche all'interno dello stesso Giappone ogni riemergere del tema rinfocolava movimenti nazionalistici in Giappone togliendo quindi spazio ad un dibattito che comprendesse anche i territori contesi.
L'attenzione su Dokdo e sulle altre isole contese si rinfocolò con la firma della Convenzione delle Nazioni Unite sul diritto del mare (UNCLOS) nel 1982 che prevedeva l'estensione della Zona economica esclusiva a 200 miglia marine ridando priorità alla questione della sovranità. Con l'entrata in vigore (1994) della convenzione entrambi i paesi reclamarono la zona economica esclusiva. Nel 1999 i due paesi stipularono degli accordi per stabilire le quote all'interno di una comune area di pesca nel Mar del Giappone ma l'ipotesi di una soluzione della contesa tramite accordi bilaterali venne meno a causa del rifiuto della Corea del Sud dovuto alla contrarietà dell'opinione pubblica coreana.
Nel febbraio del 2005 vi fu una nuova rivendicazione da parte della prefettura di Shimane; i testi scolastici giapponesi di recente pubblicazione continuano a descrivere Dokdo come appartenente al Giappone e illegalmente occupata dalla Corea del Sud.
Nel settembre del 2006 venne fondata in Corea del Sud la Northeast Asian History Foundation, che si occupa di superare le differenze e i conflitti storici con Giappone e Cina; tra dispute affrontate compare anche quella in merito al Dokdo. 
Il dibattito riguardante la sovranità delle due isole è stato riaperto nel 2012 con lo sbarco e rivendicazione improvvisa delle isole da parte del presidente sudcoreano Lee Myung-bak, il quale è stato uno dei fattori determinanti che ha scatenato la cosiddetta "seconda guerra commerciale" iniziata dal governo di Tokyo, il quale rimosse dalla lista dei partner commerciali preferenziali la Corea del Sud.